# تيري غرانت
تيري غرانت (بالإنجليزية: Terry O'Neal Grant)‏ هو لاعب كرة قدم كندية أمريكي، ولد في 3 مارس 1987 في لومبيرتون في الولايات المتحدة.

## روابط خارجية
- تيري غرانت على موقع كلية كرة القدم في سبورتس رفرنس.كوم (الإنجليزية)